# ニンジャ:インポッシブル
『ニンジャ:インポッシブル』（ノルウェー語: Kommandør Treholt & ninjatroppen; 英: Norwegian Ninja）は、2010年に公開されたノルウェーのアクション・コメディ映画。監督はトーマス・キャペラン・マリング。
この映画は、2006年に書かれたマリングの書籍をもとにしており、スパイとして有罪判決を受けた存命の実在人物アルネ・トレホルトを、冷戦下のノルウェーを救う忍者部隊のリーダーとして描いている。

## 概要
この映画は、1985年にソビエト連邦とイラクのために働いたとして逮捕され、大逆罪とスパイ罪で有罪判決を受けたノルウェーの政治家・外交官アルネ・トレホルトをめぐる物語を、大雑把にもとにしている。2006年、トーマス・キャペラン・マリングは Ninjateknikk II. Usynlighet i strid 1978（直訳「ニンジャテクニックII: 1978年の見えない戦争」）という本を書いた。「1978年にトレホルトによって書かれた軍事マニュアル」という触れ込みで発売されたこの本は、5000部を売り上げて成功したと考えられ、カルト的地位を得た。

## プロット
東西冷戦下の1984年、両陣営の対峙の中で独立を維持するノルウェー。国王オーラヴ5世は、ノルウェーの独立を維持するために国王直属の秘密のニンジャ部隊「近衛忍者隊」を創設していた。ニンジャ部隊はトレホルト隊長の下、秘密基地で訓練にいそしむ。そんな中、CIA配下の諜報機関「SB」が、西側諸国で共産主義者のしわざに見せかけた大規模テロを行い（偽旗作戦）、NATOによるソ連へ軍事攻撃を誘発する陰謀を進めていることが察知される。ニンジャ部隊は「SB」の陰謀を阻止するための戦いに乗り出す。

## キャスト
（演者名 - 役名で表記）
- Mads Ousdal - アルネ・トレホルト（英語版）
- ヨン・オイガーデン - Otto Meyer
- Trond-Viggo Torgersen - オーラヴ5世
- Linn Stokke - Ragnhild Umbraco
- Amund Maarud - Bumblebee
- Martinus Grimstad Olsen - Black Peter
- Øyvind Venstad Kjeksrud - Øystein Fjellberg
- Henrik Horge - Kusken

## 制作
トーマス・キャペラン・マリングには従来映画製作の経験がなかったが、2008年12月にノルウェー映画協会はこの映画の制作を支援し1050万クローネを拠出すると発表した。映画の原作となった書籍はパラレルワールドもので、オーラヴ5世がソ連と戦うために創設したニンジャ集団のリーダーをトレホルトが務める。仮題は Nytt norsk håp （新しいノルウェーの希望）で、総予算は1900万クローネであった。プロデューサーたちはこの物語を「1984年にトレホルトが逮捕される直前のできごと」としており、「冷戦期のノルウェーを守ったトレホルト隊長とニンジャ部隊の真実の物語」と謳っている。マリング自身はこの作品を「歴史改変もの」（"alternative history"、もう一つの歴史）と述べ、同時にあらゆる歴史は"alternative"（代替的なもの）であるとしている。トレホルト自身は、書籍と映画の双方について承諾していると伝えられている。
この映画の不条理な設定は、公開前から多くのメディアの注目を集めた。ノルウェー最大部数の主要紙『アフテンポステン』は2010年1月に、この映画がノルウェー映画の中で最も不条理な作品の1つとなるだろうと予測した。最大のタブロイド紙『ヴェルデンス・ガング』は、プロデューサーのEric Vogelが「こんな映画はノルウェーに今までなかった。知ってる限りでは世界中どこにも！」と語ったと引用、またトレホルト役のMads Ousdalにもインタビューし、彼が演じた役は、実際のトレホルトがやったこととは全然違うと述べている。オーラヴ5世を演じたのは、コメディアンの Trond Viggo Torgersen である。

## 評価
この映画は大きな興行的成功を収めたとは言えないが、いくつかの非常に良い批評を受けた。
ウォールストリートジャーナルのJ.S.マーカス（J.S. Marcus）は以下のように評した。